# Patrick Collins (Regisseur)

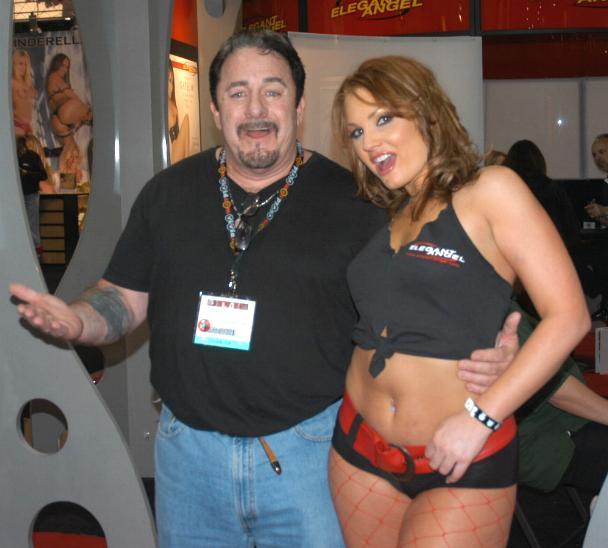
Mit Flower Tucci bei der AVN Adult Entertainment Expo 2007

Patrick Collins (* 25. April 1951 in Kalifornien), auch bekannt als Roscoe Bowltree, ist ein US-amerikanischer Pornodarsteller, -regisseur und -produzent. Er war Besitzer von Elegant Angel Productions und Mitglied der AVN Hall of Fame und der XRCO Hall of Fame.

## Leben
Collins arbeitete vor seiner Karriere in der Pornoindustrie im Einzelhandel. 1989 kam er als Verkaufsleiter zu Evil Angel Productions. Mit dessen Besitzer John Stagliano gründete er 1990 das Sublabel Elegant Angel Productions, das als einer der Pioniere für das Gonzo-Subgenre gilt. 1992 überredete Stagliano Collins erstmals Regie bei den Filmen Buttwoman Does Budapest, Tianna's Hungarian Connection und Depravity on the Danube zu führen, die alle drei in einer Session in Ungarn entstanden.
1996 löste er sich von Evil Angel und führte Elegant Angel alleine weiter. Er wurde bekannt als Regisseur der Reihe Sodomania und beschäftigte diverse namhafte Regisseure wie Rob Black, Tom Byron und Van Damage. 2004 geriet Elegant Angel in finanzielle Schwierigkeiten. Nach einer kurzen Produktionspause stellte sich die Firma unter seiner Leitung neu auf. Insbesondere wurde der DVD-Markt ausgebaut und auch auf dem Internetmarkt erzielte er Fortschritte. Auch dehnte er seine Geschäftsbeziehungen nach Europa aus. In Deutschland arbeitete er mit Sunset Media zusammen.
Zwischen 2010 und 2012 führte er zusammen mit Malibu Media und Third Degree Films mehrere Verfahren gegen Verizon um die Herausgabe von IP-Adressen, die Pornos seines Studios über die Filesharing-Plattform BitTorrent heruntergeladen und verbreitet hatten. Die Klage scheiterte.
Ab 2011 zog er sich sowohl als Pornodarsteller als auch als Regisseur zurück. Im Zuge seiner Scheidung 2014 verließ er die Pornoindustrie.

## Preise
1993 erhielt er seinen ersten AVN Award. Insgesamt erhielt er sechs Auszeichnungen der Adult Video News und wurde 2002 in die Hall of Fame aufgenommen. 2000 wurde er ebenfalls in die XRCO Hall of Fame aufgenommen.
- 1993: AVN Award – Biggest D*ck of the Year – Koregisseur – Lifetime Achievement Award
- 1994: AVN Award – Best Anal Sex Scene, Video (Sodomania 5) – Koregisseur[9]
- 1994: AVN Award – Best All-Sex Release (Bottom Dweller) – Regier[9][10]
- 2000: AVN Hall of Fame
- 2000: XRCO Hall of Fame
- 2001 AVN Award – Best All-Sex Release (Buttwoman vs. Buttwoman) – Regie[9][11]
- 2002 AVN Award – Best All-Sex Release (Buttwoman iz Bella) – Produzent & Regie[9]
- 2002 FICEB Ninfa Award – Special Jury Award[12]
- 2005 AVN Award – Best Specialty Release – Other Genre (Squirtwoman 2/Cytherea iz Squirtwoman) – Regie[9][13]

## Privatleben
Patrick Collins war mit der ehemaligen Pornodarstellerin Tianna verheiratet. Er war anschließend mit Nicole Lace verheiratet, ließ sich jedoch 2014 wieder scheiden.